# 代讷维
代讷维（法語：Dennevy，法語發音：[dɛnvi]）是法国索恩-卢瓦尔省的一个市镇，属于索恩河畔沙隆区。

## 地理
代讷维（46°51'56"N, 4°38'57"E）面积4.62 平方千米，位于法国勃艮第-弗朗什-孔泰大區索恩-卢瓦尔省，该省份为法国中部省份，北起顺时针与科多尔省、汝拉省、安省、罗讷省、卢瓦尔省、阿列省和涅夫勒省接壤。
与代讷维接壤的市镇（或旧市镇、城区）包括：阿吕兹、库什、圣吉勒、圣让德特雷济、德讷河畔圣莱热、圣塞尔南迪普兰。

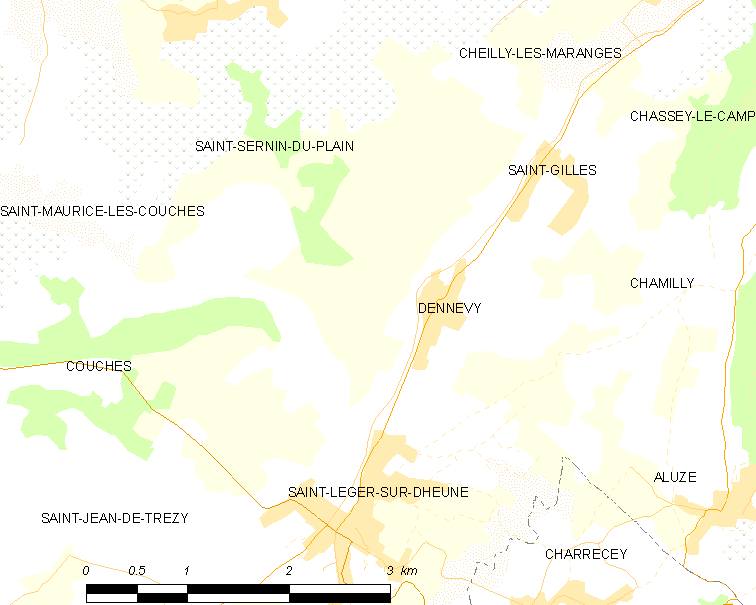
代讷维的OSM定位图

代讷维的时区为UTC+01:00、UTC+02:00（夏令时）。

## 行政
代讷维的邮政编码为71510，INSEE市镇编码为71171。

## 政治
代讷维所属的省级选区为沙尼县。

## 人口

1962-2008年间代讷维人口变化图示

代讷维于2022年1月1日时的人口数量为299人。